# BOPO

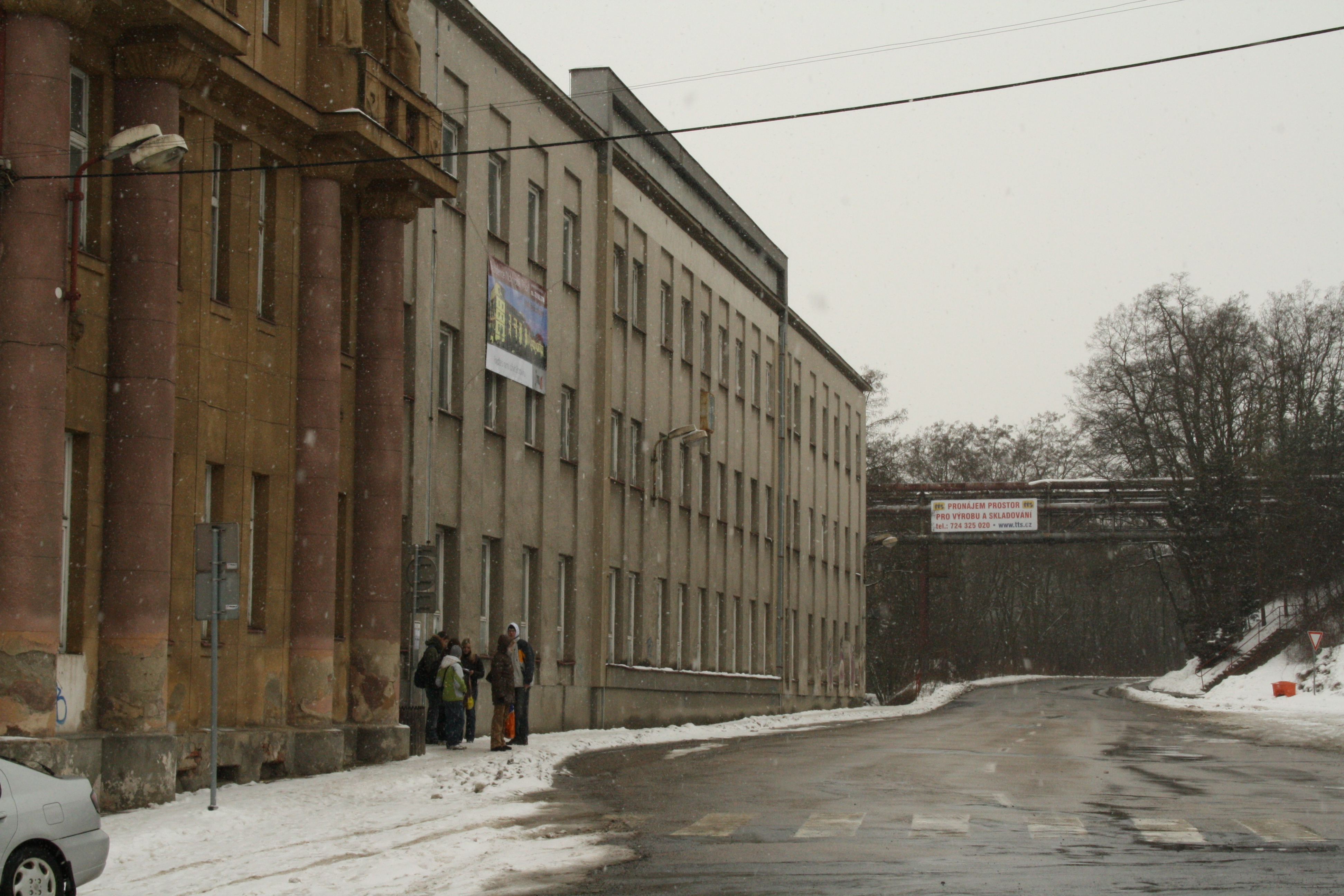
Kancelářská budova areálu BOPO, součást nového areálu Na hradě.

BOPO byla firma v Třebíči vyrábějící obuv, ponožky a další oděvy.

## Historie společnosti
Na konci 19. století nechala společnost Karla Budischowského postavit první budovy v areálu tehdejšího BOPO, mimo jiné hlavní bránu a přilehlé objekty. V roce 1931 tyto budovy odkoupil zlínský podnikatel Tomáš Baťa, někdy po roce 1936 měly být postaveny i další budovy. Ty byly postaveny podle standardních plánů společnosti Baťa. Ve stejné době začaly být stavěny známé borovinské (baťovské) dvojdomky, tyto domky i zbylé budovy postavené v areálu společnosti, navrhli František Gahura, Vladimír Karfík a Miroslav Lorenc. V roce 1986 tehdejší národní podnik ZGK produkoval ročně 22 milionů párů obuvi, což představovalo téměř 20 % celkové produkce obuvi v ČSSR a také byl druhým největším producentem obuvi v ČSSR, punčochářského zboží se vyrábělo ročně 33 milionů párů a podnik byl tak největším producentem punčochářského zboží v tehdejší republice. Téměř padesát procent zboží šlo na export, 40 procent do zemí tehdejšího socialistického bloku a 8 procent do zemí ostatních. Po roce 1985 byly i zaváděny nové technologie výroby, např. šicí automaty USM či PFAFF nebo pletací automaty IRMAC.
Po sametové revoluci došlo k přejmenování závodu z budovatelského názvu Závody Gustava Klimenta na název Obuvnický průmysl Svit, a. s. BOPO, odštěpný závod Třebíč. Změna názvu byla aplikována od 1. ledna roku 1991. BOPO, svého času druhým největším výrobcem obuvi (největším výrobcem byl Svit a.s.Zlín) ve střední Evropě, zaměstnávající až 5000 lidí, zastavilo výrobu v roce 2000. V roce 2002 podnik převzal konkurzní správce, kdy společnost dlužila celkem 521 milionů Kč. Důvodem byla sílící konkurence z východu. V areálu dnes působí společnost Selva Shoes, která zaměstnala část bývalých zaměstnanců. a v Česku prodává obuv pod značkou Olang. Na tradiční punčochárenskou výrobu též navázala společnost TREPON.
Celý areál je v současné době revitalizován. O revitalizaci areálu v lednu roku 2016 byla natočena třebíčským rodákem Pavlem Horkým reportáž do pořadu Toulavá kamera, pořad se vysílal na přelomu března a dubna téhož roku.

## Sport
Firma podporovala různé kluby jako fotbalové TJ BOPO Třebíč, kuželkářské TJ BOPO Třebíč a gymnastický klub TJ BOPO Třebíč.

## Areál

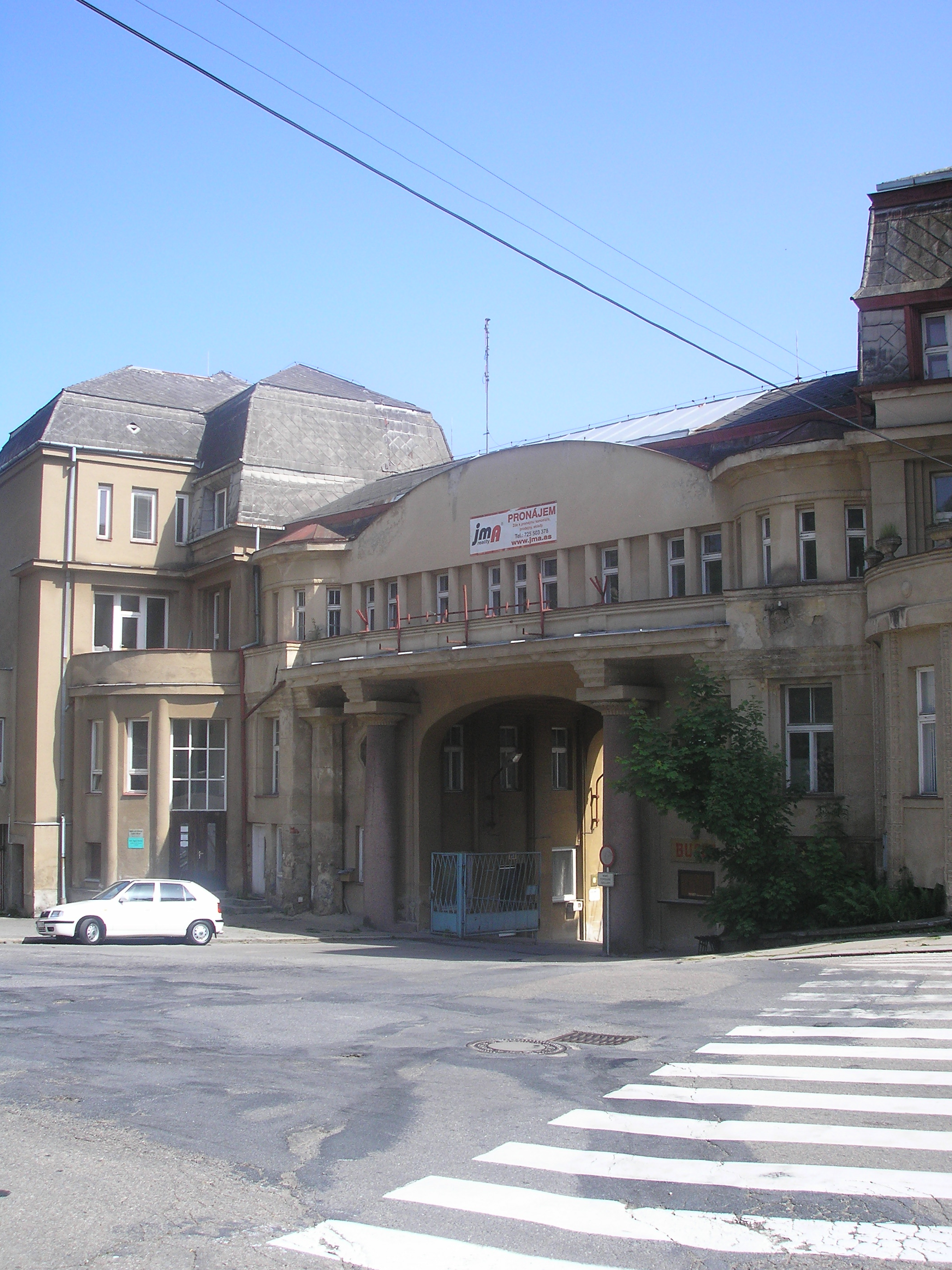
Brána do areálu BOPO.

Firma vlastnila areál v Borovině, vjezd do areálu se nachází naproti ulici Řípovská. V tzv. staré Borovině byly stavěny i tzv. Baťovy dvojdomky.
Od roku 2006 se plánuje projekt SOHO Třebíč, který počítá s využitím areálu jako tzv. brownfields. V rámci tohoto projektu by měl v areálu vzniknout park, obchodní dům s parkovištěm a čerpací stanicí, obytný komplex a muzeum obuvnictví v Třebíči. V roce 2015 došlo k otevření ekotechnického centra Alternátor s expozicemi průmyslu v areálu továrny, několika dětských hřišť a k rekonstrukci několika budov.
Mezi lety 2014 a 2015 došlo k úpravám brownfieldu bývalého areálu společnosti BOPO, byly upraveny 3 hektary území, byly zhotoveny nové inženýrské sítě, dopravní napojení, infrastruktura a byly provedeny další úpravy. Celkové náklady dosáhly 41 milionů Kč. V říjnu roku 2016 bylo otevřeno call centrum společnosti ČEZ, to vzniklo v areálu společnosti BOPO
V areálu bývalé továrny byla v roce 2019 odhalena pamětní deska Bedřichovi Kružíkovi, který v továrně pracoval. Nedaleko je také odhalena pamětní deska Janu Antonínovi Baťovi.
- Oficiální stránky projektu
- Fotogalerie a článek o projektu na stránkách Třebíčského zpravodaje